# Zentralstelle für ausländisches Bildungswesen
Die  Zentralstelle für ausländisches Bildungswesen (ZAB) ist eine Abteilung des Sekretariats der Kultusministerkonferenz (KMK).
Die ZAB unterhält die Datenbank anabin, ein Informationsportal zur Bewertung ausländischer Bildungsnachweise. anabin gehört zusammen mit dem Portal „Anerkennung in Deutschland“ und dem „BQ-Portal“ zu den drei zentralen Informationsangeboten zum Thema Anerkennung ausländischer Berufsqualifikationen.
Zur Aufgabe der Datenbank anabin gehört es Informationen zu ausländischen Bildungseinrichtungen zu liefern, diese sollen Privatpersonen und Personen des öffentlichen Rechtes Hinweise zur Struktur und zur Wertschätzung der einzelnen Einrichtungen geben. Diese Informationen wurden laut Aussage der ZAB verantwortungsvoll zusammengetragen, jedoch erhebt sie keinen Anspruch auf die Vollständigkeit und die Inhalte der Datenbank.
Gegen eine Gebühr von 200 Euro kann man bei der ZAB eine Zeugnisbewertung für Hochschulabschlüsse aus allen Staaten der Welt einholen. Mit einer solchen Zeugnisbewertung wird eine ausländische Hochschulqualifikation beschrieben und werden ihre beruflichen und akademischen Verwendungsmöglichkeiten bescheinigt. Die Zeugnisbewertung nennt die Ebene des deutschen Bildungsabschlusses, mit dem der ausländische Abschluss vergleichbar ist, und informiert zusätzlich über Möglichkeiten der Fortsetzung des Studiums, über die Rechtsgrundlagen der Gradführung und über die Verfahren zur beruflichen Anerkennung. Die Zeugnisbewertung selbst stellt jedoch keine Anerkennung als Berufsqualifikation dar. „Sie ist eine vergleichende Einstufung, nicht jedoch eine Anerkennung.“
Für reglementierte akademische Berufe gibt es gesonderte Verfahren nach dem Berufsqualifikationsfeststellungsgesetz. Für nicht reglementierte akademische Berufe gibt es kein rechtsförmiges Anerkennungsverfahren. Ebenso wie bei inländischen akademischen Abschlüssen in nicht reglementierten Berufen steht es einem potenziellen Arbeitgeber frei zu entscheiden, welche Wertigkeit er dem Abschluss beimisst. Die Zeugnisbewertung soll das Vertrauen in ausländische Abschlüsse erhöhen, kann aber letztlich Benachteiligungen auf dem Arbeitsmarkt wegen des Umstandes, dass der Abschluss im Ausland erworben wurde, nicht beseitigen.
Die ZAB ist nicht zu verwechseln mit der beim Bundesverwaltungsamt angesiedelten Zentralstelle für das Auslandsschulwesen.